# Туве
Аймак Туве, або Центральний аймак (монг. Төв аймаг) — аймак у центральній частині Монголії, площа 74 тис. км². Аймак складається з 27 сомонів, утворений у 1931 році. Центр — місто Зуунмод, розташований на відстані 45 км від Улан-Батора. Населення 132000 мешканців, Щільність1,2 люд/км². На території Центрального аймаку розташована столиця Монголії Улан-Батор, однак вона є автономною адміністративною одиницею і не входить до складу аймаку.

## Географія та клімат
Центральний аймак розташований у центральній Монголії. На північ від нього лежить Селенгинський аймак, на сході — Гобі-Сумберський та Середньогобійський аймаки на південному заході — Увер-Хангайський аймак, на заході — Булганський аймак. На північному сході аймаку лежить західна частина Хентийських гір хребти яких наче «оточують» Улан-Батор. На заході та півдні аймаку дежать горбисті степи. Найбільша річка аймаку — Туул-Гол, яка є притокою Орхону.
Гори Асралт Хайрхан (2751м), Богд-хан (2263 м), Хийдийн Сарбдаг (2381 м). Багато неглибоких озер. Різкоконтинентальний клімат, середня температура січня −25 град Цельсія, середня температура липня +20 град. В середньому протягом року випадає 300 мм опадів.

## Адміністративно-територіальний поділ
| №п/п | сомон        | Територія тис км кв | Населення | Центр       |
| 1    | Алтанбулаг   | 5,9                 | 2600      | Алтанбулаг  |
| 2    | Аргалант     | 1,6                 | 2500      | Аргалант    |
| 3    | Архуст       | 0,8                 | 2300      | Нарст       |
| 4    | Батсумбер    | 2,5                 | 6600      | Мандал      |
| 5    | Баян         | 2,9                 | 2200      | Мааньт      |
| 6    | Баян-Унжуул  | 4,0                 | 3200      | Иххайрхан   |
| 7    | Баянделгер   | 2,2                 | 1900      | Баянделгер  |
| 8    | Баянжаргалан | 2,4                 | 2000      | Баясгалант  |
| 9    | Баянхангай   | 1,0                 | 2000      | Улаанхад    |
| 10   | Баянцагаан   | 6,2                 | 2800      | Зогсоол     |
| 11   | Баянцогт     | 1,5                 | 4200      | Дунд Урт    |
| 12   | Баянчандмань | 0.6                 | 4200      | Іх Сууж     |
| 13   | Борнуур      |                     | 4800      | Борнуур     |
| 14   | Бурен        | 3,75                | 3800      | Баянтохом   |
| 15   | Делгерхаан   | 2,2                 | 2200      | Хужирт      |
| 16   | Жаргалант    | 2,1                 | 6200      | Жаргалант   |
| 17   | Заамар       | 2,9                 | 5500      | Бат Ульзийт |
| 18   | Лун          | 2,6                 | 3300      | Лун         |
| 19   | Сумбер       | 0,36                | 2500      | Жавхлант    |
| 20   | Сергелен     | 3,7                 | 2900      | Хошигийн Ар |
| 21   | Ундурширеет  | 2,8                 | 3000      | Байшинт     |
| 22   | Угтаалцайдам | 1,5                 | 4500      | Ар Асгат    |
| 23   | Цеел         | 1,6                 | 4200      | Оргил       |
| 24   | Ердене       | 8,0                 | 4600      | Ар Хуст     |
| 25   | Ерденесант   | 3,1                 | 6200      | Улаанхутаг  |

## Корисні копалини
Аймак багатий кам'яним вугіллям, молібденом, алюмінієм.
- Вугільна шахта «Налайха» — у 1995 році видобуток вугілля призупинено.
- Вугільний розріз «Баганур», видобуток ведеться відкритим способом, запаси вугілля складають 300 млн тонн.
- Після 1980 року відбулось розширення Шарингольського розрізу з 1,1 млн тонн до 2,5 млн та будівництво Баганурського вугільного розрізу потужністю 6 млн тонн на рік.
- Вугільний басейн «Тугруг нуур» у сомоні Баян на відстані 130 км від Улан-Батора, запаси оцінюються в 3 млрд тонн.
- Родовище золота «Наран толгой» в 120 км від Улан-Батора, запаси оцінюються у 22 тонни.
- Родовище олова та вольфраму «Баян даваа» є невеликим, запаси оцінюються у 500 тонн.
- Родовище вольфрамової руди «Цагаан даваа», підтверджені запаси складають 3121 тонну.
- Рудовище бурого вугілля «Цайдам нуур». Запаси оцінюються у 6 млрд тонн.

## Пам'ятки, місця відпочинку
- Гаджюрт — дачне селище розташоване на відстані 23 км від центру Улан-Батора.
- Дитячий міжнародний табір «Найрамдал» (Дружба) на відстані від 30 км від Улан-Батора. Щорічно тут відпочиває до 24 000 дітей з багатьох країн.
- Комплекс «Статуя Чингис-Хана» на відстані 53 км від Улан-Батора. Встановлена 40-метрова статуя Чихгисхана.
- Монастир Манзушир на південному схилі священної гори Богд-Хан-Уул в 5 км від аймачного центру Зуунмод. Монастир було зруйновано у 1932 році. Відновлено один храм в якому розташовано музей.

## Тваринний світ, охорона природи
Водяться вовки, лисиці, зайці, аргаль, ведмеді, манули, олені, білки, лосі, кабани, тарбагани.
- У Хентийських горах розташовано національний парк Горхи-Терелдж заснований у 1993 році. У 120 км на захід від Улан-Батора розташовано національний парк Хустай нурту де відновлено популяцію коня Пржевальського.

Південніше столиці знаходиться створений ще в часи соціалізму національний парк Богд-хан-Уул де розташований створений у 1733 році буддійський монастир Манджир хийд та священна гора Богдхан Уул. Існує легенда, що біля підніжжя цієї гори народився Чингісхан. Територія парку складає 42651 гектар, однак ЮНЕСКО пропонує її розширити до 65000 гектарів.
Національний парк Ган-Галуут — його площа складає 20 тисяч гектарів поблизу міста Багануур.